# John Tradescant el Vell
John Tradescant el Vell, en anglès:John Tradescant the elder (cap a la dècada de 1570 – 15–16 d'abril de 1638), pare de John Tradescant el Jove, va ser un naturalista anglès, probablement nascut a Suffolk, Anglaterra. Inicià la seva carrera com jardiner en cap de Robert Cecil, primer Baró de Salisbury a Hatfield House., 
Posteriorment, Tradescant va ser el jardiner de George Villiers, Primer Duc de Buckingham, remodelant els seus jardins a New Hall, Essex i a Burley-on-the-Hill. John Tradescant viatjà al monestir Nikolo-Korelsky de la Rússia àrtica l'any 1618, al Llevant i a Algèria el 1620, tornà a Buckingham el 1624, i finalment va anar a París i (com enginyer en el fracassat setge de La Rochelle) la Ile de Rhé amb Buckingham. Després de l'assassinat de Buckingham el 1628, va ser encarregat pel rei Carles I per a mantenir els jardins reials d'Oatlands Palace a Surrey.

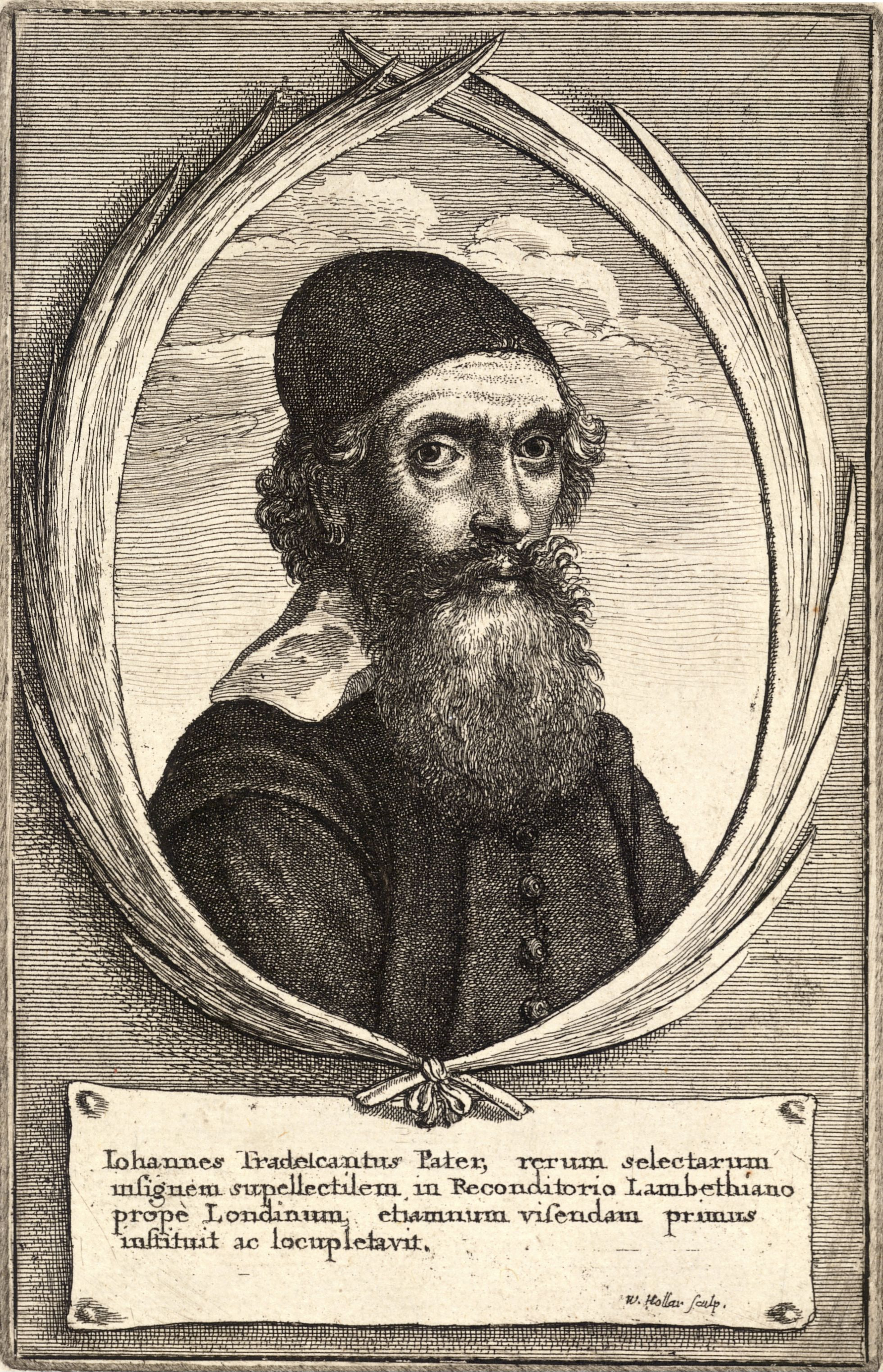
Gravat de John Tradescant el vell per Wenceslas Hollar

En tots els seus viatges recollí llavors i bulbs i formà un gabinet de curiositats d'història natural i etnografia a la seva gran casa, "The Ark," a Lambeth, Londres. Aquest va ser el primer museu obert al públic d'Anglaterra , el Musaeum Tradescantianum. També recollí materials d'Amèrica. Ell i el seu fill, John Tradescant el Jove, van introduir moltes plantes als jardins d'Anglaterra. Un gènere de plantes (Tradescantia) el commemora.